# 집행력
판결의 집행력이라 함은 재판에 의하여 강제집행을 할 수 있는 효력을 말한다. 집행력은 모든 확정판결에 존재하는 것이 아니고 이행판결에 한하여 존재하는 바, 이행판결의 승소자(채권자)는 패소자(채무자)에 대한 강제집행을 집행기관에 신청할 수 있다. 확인판결에는 집행력이 없고 형성판결에는 이를 인정할 여지가 없다. 미확정의 이행판결의 경우, 가집행선고를 붙인 것은 집행력이 있으며 판결 이외에 지급명령 및 특정의 공정증서에도 집행력이 인정되며 외국법원이 확정판결도 집행판결을 받으면 집행력이 생긴다. 앞에서 본 것은 본래의 뜻에서의 집행력이라 할 것이나 강제집행 이외의 방법으로 판결내용에 적합한 상태를 실현할 수 있는 효과를 광의의 집행력이라 한다. 이 의미의 집행력은 확인판결이나 형성판결에도 인정된다. 예컨대 확인판결에 의하여 호적·등기의 변경을 관할 공무소에 신청하거나 또는 집행기관에 집행의 정지·취소를 구함과 같다.

## 판례
채권자 대위권에 기한 확정판결의 기판력이 소외인인 채무자에게도 미치는 경우가 있다 하더라도 위 확정판결의 집행력만은 원·피고 간에 생기는 것이고 원고와 소외인 사이에는 생기지 아니한다.